# Germán Berterame
Germán Berterame (Villa María, 13 novembre 1998) è un calciatore argentino naturalizzato messicano, attaccante del Monterrey e della nazionale messicana.

## Caratteristiche tecniche
È un'ala destra.

## Carriera

### Club
Cresciuto nelle giovanili del San Lorenzo, ha esordito in prima squadra il 20 aprile 2016 in occasione del match di Coppa Libertadores pareggiato 1-1 contro l'LDU Quito.

### Nazionale
Nel 2015 ha rappresentato l'under-17 argentina.
Successivamente ottiene la cittadinanza messicana, venendo poi convocato per la prima volta dal Messico il 30 settembre 2024. Dopo avere giocato un'amichevole non ufficiale contro il Valencia del 12 ottobre seguente. Tre giorni dopo fa il suo esordio ufficiale nell'amichevole vinta 2-0 contro gli Stati Uniti.

## Statistiche

### Presenze e reti nei club
Statistiche aggiornate al 25 giugno 2025.
| Stagione                 | Squadra                  | Campionato               | Campionato | Campionato | Coppe nazionali | Coppe nazionali | Coppe nazionali | Coppe continentali | Coppe continentali | Coppe continentali | Altre coppe | Altre coppe | Altre coppe | Totale | Totale | Totale |
| Stagione                 | Squadra                  | Comp                     | Pres       | Reti       | Comp            | Pres            | Reti            | Comp               | Pres               | Reti               | Comp        | Pres        | Reti        | Pres   | Reti   |        |
| ------------------------ | ------------------------ | ------------------------ | ---------- | ---------- | --------------- | --------------- | --------------- | ------------------ | ------------------ | ------------------ | ----------- | ----------- | ----------- | ------ | ------ | ------ |
| 2016                     | San Lorenzo              | PD                       | 0          | 0          | CA              | 0               | 0               | CL+CS              | 1+0                | 0                  |             | -           | -           | 1      | 0      |        |
| 2016-2017                | San Lorenzo              | PD                       | 1          | 0          | CA              | 0               | 0               | CL                 | 0                  | 0                  |             | -           | -           | 1      | 0      |        |
| 2017-2018                | San Lorenzo              | PD                       | 4          | 0          | CA              | 0               | 0               | CS                 | -                  | -                  |             | -           | -           | 4      | 0      |        |
| 2018-gen. 2019           | San Lorenzo              | PD                       | 2          | 0          | CA              | 0               | 0               | CL                 | -                  | -                  | CdS         | 0           | 0           | 2      | 0      |        |
| Totale San Lorenzo       | Totale San Lorenzo       | Totale San Lorenzo       | 7          | 0          |                 | 0               | 0               |                    | 1                  | 0                  |             | 0           | 0           | 8      | 0      |        |
| gen.-giu. 2019           | Patronato                | PD                       | 10         | 3          | CA              | 0               | 0               |                    | -                  | -                  | CdS         | 2           | 1           | 12     | 4      |        |
| 2019-2020                | Atlético San Luis        | PD                       | 23         | 6          | cMX             | 3               | 0               |                    | -                  | -                  |             | -           | -           | 26     | 6      |        |
| 2020-2021                | Atlético San Luis        | PD                       | 30         | 8          |                 | -               | -               |                    | -                  | -                  |             | -           | -           | 30     | 8      |        |
| 2021-2022                | Atlético San Luis        | PD                       | 37         | 17         |                 | -               | -               |                    | -                  | -                  |             | -           | -           | 37     | 17     |        |
| Totale Atletico San Luis | Totale Atletico San Luis | Totale Atletico San Luis | 90         | 31         |                 | 3               | 0               |                    | -                  | -                  |             | -           | -           | 93     | 31     |        |
| 2022-2023                | Monterrey                | PD                       | 39         | 11         |                 | -               | -               |                    | -                  | -                  | LC          | 3           | 5           | 42     | 16     |        |
| 2023-2024                | Monterrey                | PD                       | 31         | 11         |                 | -               | -               | CCC                | 7                  | 2                  | LC          | 2           | 0           | 40     | 13     |        |
| 2024-2025                | Monterrey                | PD                       | 38         | 20         |                 | -               | -               | CCC                | 3                  | 2                  | LC+CmC      | 0+4         | 0+3         | 45     | 25     |        |
| Totale Monterrey         | Totale Monterrey         | Totale Monterrey         | 108        | 42         |                 | -               | -               |                    | 10                 | 4                  |             | 9           | 8           | 127    | 54     |        |
| Totale carriera          | Totale carriera          | Totale carriera          | 215        | 76         |                 | 3               | 0               |                    | 11                 | 4                  |             | 11          | 9           | 240    | 89     |        |

### Cronologia presenze e reti in nazionale
| Cronologia completa delle presenze e delle reti in nazionale ― Messico | Cronologia completa delle presenze e delle reti in nazionale ― Messico | Cronologia completa delle presenze e delle reti in nazionale ― Messico | Cronologia completa delle presenze e delle reti in nazionale ― Messico | Cronologia completa delle presenze e delle reti in nazionale ― Messico | Cronologia completa delle presenze e delle reti in nazionale ― Messico | Cronologia completa delle presenze e delle reti in nazionale ― Messico | Cronologia completa delle presenze e delle reti in nazionale ― Messico |
| Data                                                                   | Città                                                                  | In casa                                                                | Risultato                                                              | Ospiti                                                                 | Competizione                                                           | Reti                                                                   | Note                                                                   |
| ---------------------------------------------------------------------- | ---------------------------------------------------------------------- | ---------------------------------------------------------------------- | ---------------------------------------------------------------------- | ---------------------------------------------------------------------- | ---------------------------------------------------------------------- | ---------------------------------------------------------------------- | ---------------------------------------------------------------------- |
| 16-10-2024                                                             | Zapopan                                                                | Messico                                                                | 2 – 0                                                                  | Stati Uniti                                                            | Amichevole                                                             | -                                                                      | 69’                                                                    |
| Totale                                                                 |                                                                        | Presenze                                                               | 1                                                                      |                                                                        | Reti                                                                   | 0                                                                      |                                                                        |